# 2. Bundesliga 2022-23
La temporada 2022-23 de la 2. Bundesliga correspondió a la 49.ª edición de la Segunda División de Alemania. La fase regular comenzó a disputarse el 15 de julio de 2022 y terminó el 28 de mayo de 2023.

## Sistema de competición
Participaron en la 2. Bundesliga 18 clubes que, siguiendo un calendario establecido por sorteo, se enfrentaron entre sí en dos partidos, uno en terreno propio y otro en campo contrario. El ganador de cada partido obtuvo tres puntos, el empate otorgó un punto y la derrota, cero puntos.
El torneo se disputó entre los meses de julio de 2022 y mayo de 2023. Al término de la temporada, los dos primeros clasificados ascendieron a la 1. Bundesliga, y el tercer clasificado disputó su ascenso con el antepenúltimo clasificado de la 1. Bundesliga. Los dos últimos descendieron a la 3. Liga y el antepenúltimo clasificado disputó su permanencia con el tercer clasificado de la 3. Liga.

## Relevo anual de clubes
| Pos  | Descendidos de la 1. Bundesliga |
| ---- | ------------------------------- |
| 17.° | Arminia Bielefeld               |
| 18.° | Greuther Fürth                  |

| Pos | Ascendidos de la 2. Bundesliga |
| --- | ------------------------------ |
| 1.° | Schalke 04                     |
| 2.° | Werder Bremen                  |

| Pos   | Descendidos de la 2. Bundesliga |
| ----- | ------------------------------- |
| Prom. | Dinamo Dresde                   |
| 17.°  | Erzgebirge Aue                  |
| 18.°  | Ingolstadt 04                   |

| Pos   | Ascendidos de la 3. Liga |
| ----- | ------------------------ |
| 1.°   | Magdeburgo               |
| 2.°   | Eintracht Brunswick      |
| Prom. | Kaiserslautern           |

## Clubes participantes
| Club                 | Ciudad                  | Estadio                        | Aforo  |
| -------------------- | ----------------------- | ------------------------------ | ------ |
| Arminia Bielefeld    | Bielefeld               | SchücoArena                    | 28 008 |
| Eintracht Brunswick  | Brunswick               | Eintracht-Stadion              | 25 000 |
| SV Darmstadt 98      | Darmstadt               | Merck-Stadion am Böllenfalltor | 16 500 |
| Fortuna Düsseldorf   | Düsseldorf              | Merkur Spiel-Arena             | 54 600 |
| Greuther Fürth       | Fürth                   | Sportpark Ronhof Thomas Sommer | 15 000 |
| Hamburgo SV          | Hamburgo                | Volksparkstadion               | 57 000 |
| Hannover 96          | Hannover                | HDI-Arena                      | 49 000 |
| Hansa Rostock        | Rostock                 | Ostseestadion                  | 29 000 |
| FC Heidenheim        | Heidenheim an der Brenz | Voith-Arena                    | 15 000 |
| Holstein Kiel        | Kiel                    | Holstein-Stadion               | 11 522 |
| Jahn Ratisbona       | Ratisbona               | Jahnstadion Regensburg         | 15 224 |
| 1. FC Kaiserslautern | Kaiserslautern          | Fritz-Walter-Stadion           | 49 780 |
| Karlsruher SC        | Karlsruhe               | Wildparkstadion                | 32 306 |
| 1. FC Magdeburgo     | Magdeburgo              | MDCC-Arena                     | 27 250 |
| FC Núremberg         | Núremberg               | Max-Morlock-Stadion            | 46 780 |
| SC Paderborn 07      | Paderborn               | Benteler-Arena                 | 15 000 |
| SV Sandhausen        | Sandhausen              | BWT-Stadion am Hardtwald       | 12 100 |
| FC San Pauli         | Hamburgo                | Millerntor-Stadion             | 29 546 |

### Equipos por estados federados
| Región                      | N.º | Equipos                                              |
| --------------------------- | --- | ---------------------------------------------------- |
| Renania del Norte-Westfalia | 3   | Fortuna Düsseldorf, Arminia Bielefeld y Paderborn 07 |
| Baden-Württemberg           | 3   | Heidenheim, Sandhausen y Karlsruher                  |
| Baviera                     | 3   | Greuther Fürth, Núremberg y Jahn Ratisbona           |
| Baja Sajonia                | 2   | Hannover 96 y Eintracht Brunswick                    |
| Hamburgo                    | 2   | San Pauli y Hamburgo                                 |
| Hesse                       | 1   | Darmstadt 98                                         |
| Renania-Palatinado          | 1   | Kaiserslautern                                       |
| Sajonia-Anhalt              | 1   | Magdeburgo                                           |
| Schleswig-Holstein          | 1   | Holstein Kiel                                        |
| Mecklemburgo-Pomerania      | 1   | Hansa Rostock                                        |

## Clasificación
| Pos. | Equipo                | Pts. | PJ | G  | E  | P  | GF | GC | Dif. | Clasificación 2023-24                |
| ---- | --------------------- | ---- | -- | -- | -- | -- | -- | -- | ---- | ------------------------------------ |
| 1    | Heidenheim (C, A)     | 67   | 34 | 19 | 10 | 5  | 67 | 36 | +31  | Ascenso a 1. Bundesliga              |
| 2    | Darmstadt 98 (A)      | 67   | 34 | 20 | 7  | 7  | 50 | 33 | +17  | Ascenso a 1. Bundesliga              |
| 3    | Hamburgo              | 66   | 34 | 20 | 6  | 8  | 70 | 45 | +25  | Promoción de ascenso a 1. Bundesliga |
| 4    | Fortuna Düsseldorf    | 58   | 34 | 17 | 7  | 10 | 60 | 43 | +17  |                                      |
| 5    | San Pauli             | 58   | 34 | 16 | 10 | 8  | 55 | 39 | +16  |                                      |
| 6    | Paderborn 07          | 55   | 34 | 16 | 7  | 11 | 68 | 44 | +24  |                                      |
| 7    | Karlsruher            | 46   | 34 | 13 | 7  | 14 | 56 | 53 | +3   |                                      |
| 8    | Holstein Kiel         | 46   | 34 | 12 | 10 | 12 | 58 | 61 | −3   |                                      |
| 9    | Kaiserslautern        | 45   | 34 | 11 | 12 | 11 | 47 | 48 | −1   |                                      |
| 10   | Hannover 96           | 44   | 34 | 12 | 8  | 14 | 50 | 55 | −5   |                                      |
| 11   | Magdeburgo            | 43   | 34 | 12 | 7  | 15 | 48 | 55 | −7   |                                      |
| 12   | Greuther Fürth        | 41   | 34 | 10 | 11 | 13 | 47 | 50 | −3   |                                      |
| 13   | Hansa Rostock         | 41   | 34 | 12 | 5  | 17 | 32 | 48 | −16  |                                      |
| 14   | Núremberg             | 39   | 34 | 10 | 9  | 15 | 32 | 49 | −17  |                                      |
| 15   | Eintracht Brunswick   | 36   | 34 | 9  | 9  | 16 | 42 | 59 | −17  |                                      |
| 16   | Arminia Bielefeld (D) | 34   | 34 | 9  | 7  | 18 | 50 | 62 | −12  | Promoción de descenso a 3. Liga      |
| 17   | Jahn Ratisbona (D)    | 31   | 34 | 8  | 7  | 19 | 34 | 58 | −24  | Descenso a 3. Liga                   |
| 18   | Sandhausen (D)        | 28   | 34 | 7  | 7  | 20 | 35 | 63 | −28  | Descenso a 3. Liga                   |

 Fuente: Soccerway
Criterios de clasificación: 1) Puntos; 2) Diferencia de goles; 3) Goles marcados

## Evolución de las posiciones
- Actualizado el 28 de mayo de 2023.

| Jornada / Equipo | 1  | 2  | 3  | 4  | 5  | 6  | 7  | 8  | 9  | 10 | 11 | 12 | 13 | 14 | 15 | 16 | 17 | 18 | 19 | 20 | 21 | 22 | 23 | 24 | 25 | 26 | 27 | 28 | 29 | 30 | 31 | 32 | 33 | 34 |
| Jornada / Equipo |    |    |    |    |    |    |    |    |    |    |    |    |    |    |    |    |    |    |    |    |    |    |    |    |    |    |    |    |    |    |    |    |    |    |
| ---------------- | -- | -- | -- | -- | -- | -- | -- | -- | -- | -- | -- | -- | -- | -- | -- | -- | -- | -- | -- | -- | -- | -- | -- | -- | -- | -- | -- | -- | -- | -- | -- | -- | -- | -- |
| Heidenheim       | 8  | 2  | 4  | 2  | 3  | 4  | 3  | 3  | 5  | 5  | 4  | 4  | 4  | 4  | 3  | 3  | 3  | 3  | 3  | 3  | 3  | 3  | 3  | 3  | 2  | 2  | 3  | 2  | 2  | 2  | 2  | 2  | 2  | 1  |
| Darmstadt 98     | 16 | 12 | 9  | 3  | 2  | 2  | 4  | 4  | 3  | 2  | 2  | 1  | 1  | 1  | 1  | 1  | 1  | 1  | 1  | 1  | 1  | 1  | 1  | 1  | 1  | 1  | 1  | 1  | 1  | 1  | 1  | 1  | 1  | 2  |
| Hamburgo         | 2  | 8  | 5  | 4  | 5  | 3  | 2  | 2  | 1  | 1  | 1  | 3  | 3  | 2  | 2  | 2  | 2  | 2  | 2  | 2  | 2  | 2  | 2  | 2  | 3  | 3  | 2  | 3  | 3  | 3  | 3  | 3  | 3  | 3  |
| Düsseldorf       | 5  | 3  | 6  | 8  | 7  | 5  | 8  | 5  | 6  | 4  | 5  | 7  | 6  | 6  | 5  | 6  | 7  | 6  | 6  | 6  | 6  | 6  | 5  | 5  | 4  | 6  | 5  | 4  | 6  | 6  | 5  | 6  | 6  | 4  |
| San Pauli        | 4  | 4  | 12 | 7  | 11 | 11 | 10 | 10 | 12 | 11 | 14 | 12 | 12 | 13 | 16 | 15 | 15 | 10 | 9  | 9  | 8  | 7  | 7  | 7  | 5  | 4  | 4  | 5  | 5  | 5  | 4  | 5  | 4  | 5  |
| Paderborn 07     | 1  | 6  | 3  | 1  | 1  | 1  | 1  | 1  | 2  | 3  | 3  | 2  | 2  | 3  | 4  | 5  | 6  | 5  | 5  | 4  | 4  | 4  | 4  | 4  | 6  | 5  | 6  | 6  | 4  | 4  | 6  | 4  | 5  | 6  |
| Karlsruher       | 18 | 18 | 16 | 14 | 10 | 8  | 9  | 9  | 10 | 8  | 6  | 8  | 10 | 10 | 10 | 13 | 13 | 15 | 14 | 12 | 11 | 10 | 9  | 8  | 8  | 8  | 9  | 9  | 9  | 10 | 8  | 10 | 7  | 7  |
| Holstein Kiel    | 10 | 13 | 10 | 5  | 8  | 7  | 7  | 8  | 8  | 9  | 9  | 6  | 7  | 8  | 8  | 8  | 8  | 8  | 8  | 8  | 7  | 8  | 8  | 9  | 9  | 10 | 8  | 8  | 8  | 9  | 10 | 9  | 10 | 8  |
| Kaiserslautern   | 6  | 5  | 2  | 9  | 4  | 6  | 6  | 7  | 7  | 7  | 8  | 9  | 8  | 7  | 7  | 7  | 4  | 4  | 4  | 5  | 5  | 5  | 6  | 6  | 7  | 7  | 7  | 7  | 7  | 7  | 7  | 7  | 8  | 9  |
| Hannover 96      | 13 | 14 | 15 | 12 | 9  | 9  | 5  | 6  | 4  | 6  | 7  | 5  | 5  | 5  | 6  | 4  | 5  | 7  | 7  | 7  | 9  | 9  | 10 | 10 | 10 | 9  | 10 | 11 | 10 | 8  | 9  | 8  | 9  | 10 |
| Magdeburgo       | 14 | 9  | 13 | 16 | 16 | 16 | 17 | 15 | 18 | 13 | 15 | 17 | 15 | 15 | 13 | 14 | 17 | 18 | 18 | 15 | 15 | 14 | 12 | 11 | 13 | 11 | 12 | 13 | 12 | 11 | 11 | 11 | 11 | 11 |
| Greuther Fürth   | 9  | 15 | 14 | 15 | 15 | 17 | 16 | 18 | 17 | 17 | 17 | 16 | 18 | 16 | 14 | 9  | 10 | 11 | 10 | 11 | 10 | 11 | 11 | 13 | 11 | 12 | 11 | 10 | 11 | 12 | 12 | 12 | 12 | 12 |
| Hansa Rostock    | 15 | 11 | 8  | 11 | 6  | 10 | 11 | 12 | 9  | 10 | 10 | 13 | 13 | 12 | 12 | 12 | 9  | 9  | 12 | 10 | 12 | 13 | 14 | 14 | 17 | 17 | 17 | 17 | 17 | 15 | 15 | 13 | 13 | 13 |
| Núremberg        | 11 | 7  | 11 | 13 | 12 | 12 | 14 | 11 | 13 | 14 | 16 | 14 | 14 | 14 | 17 | 17 | 11 | 13 | 16 | 13 | 13 | 12 | 13 | 12 | 12 | 13 | 13 | 14 | 13 | 13 | 14 | 15 | 15 | 14 |
| Brunswick        | 17 | 17 | 18 | 18 | 18 | 18 | 18 | 17 | 16 | 16 | 12 | 11 | 11 | 11 | 11 | 11 | 14 | 16 | 11 | 14 | 14 | 15 | 15 | 17 | 16 | 15 | 15 | 12 | 14 | 14 | 13 | 14 | 14 | 15 |
| Arminia          | 12 | 16 | 17 | 17 | 17 | 15 | 15 | 16 | 14 | 18 | 18 | 18 | 17 | 18 | 18 | 18 | 16 | 17 | 13 | 16 | 16 | 16 | 16 | 15 | 15 | 14 | 14 | 15 | 15 | 16 | 16 | 16 | 16 | 16 |
| Ratisbona        | 3  | 1  | 1  | 6  | 13 | 13 | 12 | 14 | 11 | 12 | 13 | 10 | 9  | 9  | 9  | 10 | 12 | 14 | 17 | 18 | 17 | 17 | 18 | 16 | 14 | 16 | 16 | 16 | 16 | 17 | 17 | 17 | 17 | 17 |
| Sandhausen       | 7  | 10 | 7  | 10 | 14 | 14 | 13 | 13 | 15 | 15 | 11 | 15 | 16 | 17 | 15 | 16 | 18 | 12 | 15 | 17 | 18 | 18 | 17 | 18 | 18 | 18 | 18 | 18 | 18 | 18 | 18 | 18 | 18 | 18 |

|  |

## Resultados
- Los horarios corresponden al huso horario de Alemania (Hora central europea): UTC+1 en horario estándar y UTC+2 en horario de verano.

### Primera vuelta
| Jornada 1           | Jornada 1 | Jornada 1          | Jornada 1                | Jornada 1   | Jornada 1 |
| Local               | Resultado | Visitante          | Estadio                  | Fecha       | Hora      |
| ------------------- | --------- | ------------------ | ------------------------ | ----------- | --------- |
| Kaiserslautern      | 2 - 1     | Hannover 96        | Fritz-Walter-Stadion     | 15 de julio | 20:30     |
| Greuther Fürth      | 2 - 2     | Holstein Kiel      | Sportpark Ronhof T. S.   | 16 de julio | 13:00     |
| San Pauli           | 3 - 2     | Núremberg          | Millerntor-Stadion       | 16 de julio | 13:00     |
| Sandhausen          | 2 - 1     | Arminia Bielefeld  | BWT-Stadion am Hardtwald | 16 de julio | 13:00     |
| Jahn Ratisbona      | 2 - 0     | Darmstadt 98       | Jahnstadion Regensburg   | 16 de julio | 13:00     |
| Magdeburgo          | 1 - 2     | Fortuna Düsseldorf | MDCC-Arena               | 16 de julio | 20:30     |
| Paderborn 07        | 5 - 0     | Karlsruher         | Benteler-Arena           | 17 de julio | 13:30     |
| Hansa Rostock       | 0 - 1     | Heidenheim         | Ostseestadion            | 17 de julio | 13:30     |
| Eintracht Brunswick | 0 - 2     | Hamburgo           | Eintracht-Stadion        | 17 de julio | 13:30     |

| Jornada 2          | Jornada 2 | Jornada 2           | Jornada 2                      | Jornada 2   | Jornada 2 |
| Local              | Resultado | Visitante           | Estadio                        | Fecha       | Hora      |
| ------------------ | --------- | ------------------- | ------------------------------ | ----------- | --------- |
| Darmstadt 98       | 2 - 1     | Sandhausen          | Merck-Stadion am Böllenfalltor | 22 de julio | 18:30     |
| Fortuna Düsseldorf | 2 - 1     | Paderborn 07        | Merkur Spiel-Arena             | 22 de julio | 18:30     |
| Heidenheim         | 3 - 0     | Eintracht Brunswick | Voith-Arena                    | 23 de julio | 13:00     |
| Núremberg          | 2 - 0     | Greuther Fürth      | Max-Morlock-Stadion            | 23 de julio | 13:00     |
| Holstein Kiel      | 2 - 2     | Kaiserslautern      | Holstein-Stadion               | 23 de julio | 13:00     |
| Hannover 96        | 2 - 2     | San Pauli           | HDI-Arena                      | 23 de julio | 20:30     |
| Arminia Bielefeld  | 0 - 3     | Jahn Ratisbona      | SchücoArena                    | 24 de julio | 13:30     |
| Hamburgo           | 0 - 1     | Hansa Rostock       | Volksparkstadion               | 24 de julio | 13:30     |
| Karlsruher         | 2 - 3     | Magdeburgo          | Wildparkstadion                | 24 de julio | 13:30     |

| Jornada 3           | Jornada 3 | Jornada 3          | Jornada 3                | Jornada 3   | Jornada 3 |
| Local               | Resultado | Visitante          | Estadio                  | Fecha       | Hora      |
| ------------------- | --------- | ------------------ | ------------------------ | ----------- | --------- |
| Greuther Fürth      | 1 - 1     | Karlsruher         | Sportpark Ronhof T. S.   | 5 de agosto | 18:30     |
| Sandhausen          | 1 - 0     | Fortuna Düsseldorf | BWT-Stadion am Hardtwald | 5 de agosto | 18:30     |
| Hamburgo            | 1 - 0     | Heidenheim         | Volksparkstadion         | 6 de agosto | 13:00     |
| Paderborn 07        | 4 - 2     | Hannover 96        | Benteler-Arena           | 6 de agosto | 13:00     |
| Jahn Ratisbona      | 0 - 0     | Núremberg          | Jahnstadion Regensburg   | 6 de agosto | 13:00     |
| Hansa Rostock       | 2 - 1     | Arminia Bielefeld  | Ostseestadion            | 6 de agosto | 20:30     |
| Magdeburgo          | 1 - 2     | Holstein Kiel      | MDCC-Arena               | 7 de agosto | 13:30     |
| Eintracht Brunswick | 0 - 1     | Darmstadt 98       | Eintracht-Stadion        | 7 de agosto | 13:30     |
| Kaiserslautern      | 2 - 1     | San Pauli          | Fritz-Walter-Stadion     | 7 de agosto | 13:30     |

| Jornada 4          | Jornada 4 | Jornada 4           | Jornada 4                      | Jornada 4    | Jornada 4 |
| Local              | Resultado | Visitante           | Estadio                        | Fecha        | Hora      |
| ------------------ | --------- | ------------------- | ------------------------------ | ------------ | --------- |
| Núremberg          | 0 - 3     | Heidenheim          | Max-Morlock-Stadion            | 12 de agosto | 18:30     |
| Kaiserslautern     | 0 - 1     | Paderborn 07        | Fritz-Walter-Stadion           | 12 de agosto | 18:30     |
| Arminia Bielefeld  | 0 - 2     | Hamburgo            | SchücoArena                    | 13 de agosto | 13:00     |
| Holstein Kiel      | 3 - 0     | Eintracht Brunswick | Holstein-Stadion               | 13 de agosto | 13:00     |
| Karlsruher         | 3 - 2     | Sandhausen          | Wildparkstadion                | 13 de agosto | 13:00     |
| Darmstadt 98       | 4 - 0     | Hansa Rostock       | Merck-Stadion am Böllenfalltor | 13 de agosto | 20:30     |
| San Pauli          | 3 - 0     | Magdeburgo          | Millerntor-Stadion             | 14 de agosto | 13:30     |
| Fortuna Düsseldorf | 2 - 2     | Greuther Fürth      | Merkur Spiel-Arena             | 14 de agosto | 13:30     |
| Hannover 96        | 1 - 0     | Jahn Ratisbona      | HDI-Arena                      | 14 de agosto | 13:30     |

| Jornada 5           | Jornada 5 | Jornada 5          | Jornada 5                | Jornada 5    | Jornada 5 |
| Local               | Resultado | Visitante          | Estadio                  | Fecha        | Hora      |
| ------------------- | --------- | ------------------ | ------------------------ | ------------ | --------- |
| Hamburgo            | 1 - 2     | Darmstadt 98       | Volksparkstadion         | 19 de agosto | 18:30     |
| Magdeburgo          | 0 - 4     | Hannover 96        | MDCC-Arena               | 19 de agosto | 18:30     |
| Paderborn 07        | 7 - 2     | Holstein Kiel      | Benteler-Arena           | 20 de agosto | 13:00     |
| Sandhausen          | 1 - 2     | Núremberg          | BWT-Stadion am Hardtwald | 20 de agosto | 13:00     |
| Jahn Ratisbona      | 0 - 6     | Karlsruher         | Jahnstadion Regensburg   | 20 de agosto | 13:00     |
| Eintracht Brunswick | 2 - 2     | Fortuna Düsseldorf | Eintracht-Stadion        | 20 de agosto | 20:30     |
| Greuther Fürth      | 1 - 3     | Kaiserslautern     | Sportpark Ronhof T. S.   | 21 de agosto | 13:30     |
| Heidenheim          | 1 - 1     | Arminia Bielefeld  | Voith-Arena              | 21 de agosto | 13:30     |
| Hansa Rostock       | 2 - 0     | San Pauli          | Ostseestadion            | 21 de agosto | 13:30     |

| Jornada 6          | Jornada 6 | Jornada 6           | Jornada 6                      | Jornada 6    | Jornada 6 |
| Local              | Resultado | Visitante           | Estadio                        | Fecha        | Hora      |
| ------------------ | --------- | ------------------- | ------------------------------ | ------------ | --------- |
| Arminia Bielefeld  | 4 - 1     | Eintracht Brunswick | SchücoArena                    | 26 de agosto | 18:30     |
| Fortuna Düsseldorf | 4 - 0     | Jahn Ratisbona      | Merkur Spiel-Arena             | 26 de agosto | 18:30     |
| Darmstadt 98       | 2 - 2     | Heidenheim          | Merck-Stadion am Böllenfalltor | 27 de agosto | 13:00     |
| San Pauli          | 2 - 2     | Paderborn 07        | Millerntor-Stadion             | 27 de agosto | 13:00     |
| Karlsruher         | 2 - 0     | Hansa Rostock       | Wildparkstadion                | 27 de agosto | 13:00     |
| Núremberg          | 0 - 2     | Hamburgo            | Max-Morlock-Stadion            | 27 de agosto | 20:30     |
| Holstein Kiel      | 1 - 0     | Sandhausen          | Holstein-Stadion               | 28 de agosto | 13:30     |
| Hannover 96        | 2 - 1     | Greuther Fürth      | HDI-Arena                      | 28 de agosto | 13:30     |
| Kaiserslautern     | 4 - 4     | Magdeburgo          | Fritz-Walter-Stadion           | 28 de agosto | 13:30     |

| Jornada 7           | Jornada 7 | Jornada 7          | Jornada 7                      | Jornada 7       | Jornada 7 |
| Local               | Resultado | Visitante          | Estadio                        | Fecha           | Hora      |
| ------------------- | --------- | ------------------ | ------------------------------ | --------------- | --------- |
| Heidenheim          | 2 - 1     | Fortuna Düsseldorf | Voith-Arena                    | 2 de septiembre | 18:30     |
| Eintracht Brunswick | 4 - 2     | Núremberg          | Eintracht-Stadion              | 2 de septiembre | 18:30     |
| Greuther Fürth      | 2 - 2     | San Pauli          | Sportpark Ronhof T. S.         | 3 de septiembre | 13:00     |
| Paderborn 07        | 1 - 0     | Magdeburgo         | Benteler-Arena                 | 3 de septiembre | 13:00     |
| Jahn Ratisbona      | 0 - 0     | Holstein Kiel      | Jahnstadion Regensburg         | 3 de septiembre | 13:00     |
| Hamburgo            | 1 - 0     | Karlsruher         | Volksparkstadion               | 3 de septiembre | 20:30     |
| Darmstadt 98        | 1 - 1     | Arminia Bielefeld  | Merck-Stadion am Böllenfalltor | 4 de septiembre | 13:30     |
| Hansa Rostock       | 0 - 1     | Hannover 96        | Ostseestadion                  | 4 de septiembre | 13:30     |
| Sandhausen          | 0 - 0     | Kaiserslautern     | BWT-Stadion am Hardtwald       | 4 de septiembre | 13:30     |

| Jornada 8          | Jornada 8 | Jornada 8           | Jornada 8            | Jornada 8        | Jornada 8 |
| Local              | Resultado | Visitante           | Estadio              | Fecha            | Hora      |
| ------------------ | --------- | ------------------- | -------------------- | ---------------- | --------- |
| Núremberg          | 1 - 0     | Arminia Bielefeld   | Max-Morlock-Stadion  | 9 de septiembre  | 18:30     |
| Holstein Kiel      | 2 - 3     | Hamburgo            | Holstein-Stadion     | 9 de septiembre  | 18:30     |
| Paderborn 07       | 3 - 0     | Jahn Ratisbona      | Benteler-Arena       | 10 de septiembre | 13:30     |
| Hannover 96        | 1 - 1     | Eintracht Brunswick | HDI-Arena            | 10 de septiembre | 13:30     |
| Karlsruher         | 0 - 0     | Heidenheim          | Wildparkstadion      | 10 de septiembre | 13:30     |
| Fortuna Düsseldorf | 3 - 1     | Hansa Rostock       | Merkur Spiel-Arena   | 10 de septiembre | 20:30     |
| San Pauli          | 1 - 1     | Sandhausen          | Millerntor-Stadion   | 11 de septiembre | 13:30     |
| Magdeburgo         | 2 - 1     | Greuther Fürth      | MDCC-Arena           | 11 de septiembre | 13:30     |
| Kaiserslautern     | 3 - 3     | Darmstadt 98        | Fritz-Walter-Stadion | 11 de septiembre | 13:30     |

| Jornada 9           | Jornada 9 | Jornada 9          | Jornada 9                      | Jornada 9        | Jornada 9 |
| Local               | Resultado | Visitante          | Estadio                        | Fecha            | Hora      |
| ------------------- | --------- | ------------------ | ------------------------------ | ---------------- | --------- |
| Sandhausen          | 2 - 3     | Hannover 96        | BWT-Stadion am Hardtwald       | 16 de septiembre | 18:30     |
| Eintracht Brunswick | 2 - 1     | Karlsruher         | Eintracht-Stadion              | 16 de septiembre | 18:30     |
| Arminia Bielefeld   | 4 - 2     | Holstein Kiel      | SchücoArena                    | 17 de septiembre | 13:00     |
| Darmstadt 98        | 2 - 0     | Núremberg          | Merck-Stadion am Böllenfalltor | 17 de septiembre | 13:00     |
| Hansa Rostock       | 3 - 1     | Magdeburgo         | Ostseestadion                  | 17 de septiembre | 13:00     |
| Hamburgo            | 2 - 0     | Fortuna Düsseldorf | Volksparkstadion               | 17 de septiembre | 20:30     |
| Greuther Fürth      | 2 - 1     | Paderborn 07       | Sportpark Ronhof T. S.         | 18 de septiembre | 13:30     |
| Heidenheim          | 2 - 2     | Kaiserslautern     | Voith-Arena                    | 18 de septiembre | 13:30     |
| Jahn Ratisbona      | 2 - 0     | San Pauli          | Jahnstadion Regensburg         | 18 de septiembre | 13:30     |

| Jornada 10         | Jornada 10 | Jornada 10          | Jornada 10             | Jornada 10       | Jornada 10 |
| Local              | Resultado  | Visitante           | Estadio                | Fecha            | Hora       |
| ------------------ | ---------- | ------------------- | ---------------------- | ---------------- | ---------- |
| Paderborn 07       | 1 - 2      | Darmstadt 98        | Benteler-Arena         | 30 de septiembre | 18:30      |
| Hannover 96        | 1 - 2      | Hamburgo            | HDI-Arena              | 30 de septiembre | 18:30      |
| Greuther Fürth     | 1 - 1      | Sandhausen          | Sportpark Ronhof T. S. | 1 de octubre     | 13:00      |
| Holstein Kiel      | 1 - 1      | Hansa Rostock       | Holstein-Stadion       | 1 de octubre     | 13:00      |
| Fortuna Düsseldorf | 4 - 1      | Arminia Bielefeld   | Merkur Spiel-Arena     | 1 de octubre     | 13:00      |
| San Pauli          | 0 - 0      | Heidenheim          | Millerntor-Stadion     | 1 de octubre     | 20:30      |
| Magdeburgo         | 1 - 0      | Jahn Ratisbona      | MDCC-Arena             | 2 de octubre     | 13:30      |
| Kaiserslautern     | 1 - 1      | Eintracht Brunswick | Fritz-Walter-Stadion   | 2 de octubre     | 13:30      |
| Karlsruher         | 3 - 0      | Núremberg           | Wildparkstadion        | 2 de octubre     | 13:30      |

| Jornada 11          | Jornada 11 | Jornada 11         | Jornada 11                     | Jornada 11   | Jornada 11 |
| Local               | Resultado  | Visitante          | Estadio                        | Fecha        | Hora       |
| ------------------- | ---------- | ------------------ | ------------------------------ | ------------ | ---------- |
| Arminia Bielefeld   | 1 - 2      | Karlsruher         | SchücoArena                    | 7 de octubre | 18:30      |
| Jahn Ratisbona      | 2 - 2      | Greuther Fürth     | Jahnstadion Regensburg         | 7 de octubre | 18:30      |
| Darmstadt 98        | 1 - 0      | Fortuna Düsseldorf | Merck-Stadion am Böllenfalltor | 8 de octubre | 13:00      |
| Hansa Rostock       | 0 - 3      | Paderborn 07       | Ostseestadion                  | 8 de octubre | 13:00      |
| Eintracht Brunswick | 2 - 1      | San Pauli          | Eintracht-Stadion              | 8 de octubre | 13:00      |
| Hamburgo            | 1 - 1      | Kaiserslautern     | Volkparkstadion                | 8 de octubre | 20:30      |
| Heidenheim          | 2 - 1      | Hannover 96        | Voith-Arena                    | 9 de octubre | 13:30      |
| Núremberg           | 2 - 3      | Holstein Kiel      | Max-Morlock-Stadion            | 9 de octubre | 13:30      |
| Sandhausen          | 1 - 0      | Magdeburgo         | BWT-Stadion am Hardtwald       | 9 de octubre | 13:30      |

| Jornada 12         | Jornada 12 | Jornada 12          | Jornada 12             | Jornada 12    | Jornada 12 |
| Local              | Resultado  | Visitante           | Estadio                | Fecha         | Hora       |
| ------------------ | ---------- | ------------------- | ---------------------- | ------------- | ---------- |
| Greuther Fürth     | 2 - 2      | Hansa Rostock       | Sportpark Ronhof T. S. | 14 de octubre | 18:30      |
| San Pauli          | 3 - 0      | Hamburgo            | Millerntor-Stadion     | 14 de octubre | 18:30      |
| Fortuna Düsseldorf | 0 - 1      | Núremberg           | Merkur Spiel-Arena     | 15 de octubre | 13:00      |
| Karlsruher         | 1 - 2      | Darmstadt 98        | Wildparkstadion        | 15 de octubre | 13:00      |
| Magdeburgo         | 0 - 2      | Eintracht Brunswick | MDCC-Arena             | 15 de octubre | 13:00      |
| Hannover 96        | 2 - 0      | Arminia Bielefeld   | HDI-Arena              | 15 de octubre | 20:30      |
| Paderborn 07       | 3 - 0      | Sandhausen          | Benteler-Arena         | 16 de octubre | 13:30      |
| Holstein Kiel      | 3 - 1      | Heidenheim          | Holstein-Stadion       | 16 de octubre | 13:30      |
| Kaiserslautern     | 0 - 3      | Jahn Ratisbona      | Fritz-Walter-Stadion   | 16 de octubre | 13:30      |

| Jornada 13          | Jornada 13 | Jornada 13         | Jornada 13                     | Jornada 13    | Jornada 13 |
| Local               | Resultado  | Visitante          | Estadio                        | Fecha         | Hora       |
| ------------------- | ---------- | ------------------ | ------------------------------ | ------------- | ---------- |
| Darmstadt 98        | 1 - 1      | Holstein Kiel      | Merck-Stadion am Böllenfalltor | 21 de octubre | 18:30      |
| Hansa Rostock       | 0 - 2      | Kaiserslautern     | Ostseestadion                  | 21 de octubre | 18:30      |
| Núremberg           | 0 - 0      | Hannover 96        | Max-Morlock-Stadion            | 22 de octubre | 13:00      |
| Jahn Ratisbona      | 2 - 1      | Sandhausen         | Jahnstadion Regensburg         | 22 de octubre | 13:00      |
| Eintracht Brunswick | 0 - 0      | Paderborn 07       | Eintracht-Stadion              | 22 de octubre | 13:00      |
| Arminia Bielefeld   | 2 - 0      | San Pauli          | SchücoArena                    | 22 de octubre | 20:30      |
| Hamburgo            | 2 - 3      | Magdeburgo         | Volksparkstadion               | 23 de octubre | 13:30      |
| Heidenheim          | 3 - 1      | Greuther Fürth     | Voith-Arena                    | 23 de octubre | 13:30      |
| Karlsruher          | 0 - 2      | Fortuna Düsseldorf | Wildparkstadion                | 23 de octubre | 13:30      |

| Jornada 14     | Jornada 14 | Jornada 14          | Jornada 14               | Jornada 14    | Jornada 14 |
| Local          | Resultado  | Visitante           | Estadio                  | Fecha         | Hora       |
| -------------- | ---------- | ------------------- | ------------------------ | ------------- | ---------- |
| Greuther Fürth | 1 - 0      | Arminia Bielefeld   | Sportpark Ronhof T. S.   | 28 de octubre | 18:30      |
| Magdeburgo     | 1 - 1      | Heidenheim          | MDCC-Arena               | 28 de octubre | 18:30      |
| Holstein Kiel  | 1 - 2      | Fortuna Düsseldorf  | Holstein-Stadion         | 29 de octubre | 13:00      |
| Jahn Ratisbona | 0 - 3      | Hansa Rostock       | Jahnstadion Regensburg   | 29 de octubre | 13:00      |
| Kaiserslautern | 0 - 0      | Núremberg           | Fritz-Walter-Stadion     | 29 de octubre | 13:00      |
| San Pauli      | 1 - 1      | Darmstadt 98        | Millerntor-Stadion       | 29 de octubre | 20:30      |
| Paderborn 07   | 2 - 3      | Hamburgo            | Benteler-Arena           | 30 de octubre | 13:30      |
| Hannover 96    | 1 - 0      | Karlsruher          | HDI-Arena                | 30 de octubre | 13:30      |
| Sandhausen     | 2 - 2      | Eintracht Brunswick | BWT-Stadion am Hardtwald | 30 de octubre | 13:30      |

| Jornada 15          | Jornada 15 | Jornada 15     | Jornada 15                     | Jornada 15     | Jornada 15 |
| Local               | Resultado  | Visitante      | Estadio                        | Fecha          | Hora       |
| ------------------- | ---------- | -------------- | ------------------------------ | -------------- | ---------- |
| Darmstadt 98        | 1 - 0      | Hannover 96    | Merck-Stadion am Böllenfalltor | 4 de noviembre | 18:30      |
| Hansa Rostock       | 0 - 1      | Sandhausen     | Ostseestadion                  | 4 de noviembre | 18:30      |
| Heidenheim          | 3 - 0      | Paderborn 07   | Voith-Arena                    | 5 de noviembre | 13:00      |
| Fortuna Düsseldorf  | 1 - 0      | San Pauli      | Merkur Spiel-Arena             | 5 de noviembre | 13:00      |
| Karlsruher          | 1 - 4      | Holstein Kiel  | Wildparkstadion                | 5 de noviembre | 13:00      |
| Arminia Bielefeld   | 2 - 3      | Kaiserslautern | SchücoArena                    | 5 de noviembre | 20:30      |
| Hamburgo            | 3 - 1      | Jahn Ratisbona | Volksparkstadion               | 6 de noviembre | 13:30      |
| Núremberg           | 1 - 2      | Magdeburgo     | Max-Morlock-Stadion            | 6 de noviembre | 13:30      |
| Eintracht Brunswick | 0 - 1      | Greuther Fürth | Eintracht-Stadion              | 6 de noviembre | 13:30      |

| Jornada 16     | Jornada 16 | Jornada 16          | Jornada 16               | Jornada 16      | Jornada 16 |
| Local          | Resultado  | Visitante           | Estadio                  | Fecha           | Hora       |
| -------------- | ---------- | ------------------- | ------------------------ | --------------- | ---------- |
| San Pauli      | 0 - 0      | Holstein Kiel       | Millerntor-Stadion       | 8 de noviembre  | 18:30      |
| Paderborn 07   | 0 - 2      | Arminia Bielefeld   | Benteler-Arena           | 8 de noviembre  | 18:30      |
| Hannover 96    | 2 - 0      | Fortuna Düsseldorf  | HDI-Arena                | 8 de noviembre  | 18:30      |
| Kaiserslautern | 2 - 0      | Karlsruher          | Fritz-Walter-Stadion     | 8 de noviembre  | 18:30      |
| Greuther Fürth | 1 - 0      | Hamburgo            | Sportpark Ronhof T. S.   | 9 de noviembre  | 18:30      |
| Hansa Rostock  | 1 - 1      | Núremberg           | Ostseestadion            | 9 de noviembre  | 18:30      |
| Sandhausen     | 3 - 4      | Heidenheim          | BWT-Stadion am Hardtwald | 9 de noviembre  | 18:30      |
| Jahn Ratisbona | 1 - 1      | Eintracht Brunswick | Jahnstadion Regensburg   | 9 de noviembre  | 18:30      |
| Magdeburgo     | 0 - 1      | Darmstadt 98        | MDCC-Arena               | 10 de noviembre | 20:30      |

| Jornada 17          | Jornada 17 | Jornada 17     | Jornada 17                     | Jornada 17      | Jornada 17 |
| Local               | Resultado  | Visitante      | Estadio                        | Fecha           | Hora       |
| ------------------- | ---------- | -------------- | ------------------------------ | --------------- | ---------- |
| Holstein Kiel       | 1 - 1      | Hannover 96    | Holstein-Stadion               | 11 de noviembre | 18:30      |
| Fortuna Düsseldorf  | 1 - 2      | Kaiserslautern | Merkur Spiel-Arena             | 11 de noviembre | 18:30      |
| Hamburgo            | 4 - 2      | Sandhausen     | Volksparkstadion               | 12 de noviembre | 13:00      |
| Heidenheim          | 5 - 4      | Jahn Ratisbona | Voith-Arena                    | 12 de noviembre | 13:00      |
| Karlsruher          | 4 - 4      | San Pauli      | Wildparkstadion                | 12 de noviembre | 13:00      |
| Eintracht Brunswick | 0 - 1      | Hansa Rostock  | Eintracht-Stadion              | 12 de noviembre | 20:30      |
| Arminia Bielefeld   | 3 - 1      | Magdeburgo     | SchücoArena                    | 13 de noviembre | 13:30      |
| Darmstadt 98        | 1 - 1      | Greuther Fürth | Merck-Stadion am Böllenfalltor | 13 de noviembre | 13:30      |
| Núremberg           | 2 - 1      | Paderborn 07   | Max-Morlock-Stadion            | 13 de noviembre | 13:30      |

### Segunda vuelta
| Jornada 18         | Jornada 18 | Jornada 18          | Jornada 18                     | Jornada 18  | Jornada 18 |
| Local              | Resultado  | Visitante           | Estadio                        | Fecha       | Hora       |
| ------------------ | ---------- | ------------------- | ------------------------------ | ----------- | ---------- |
| Fortuna Düsseldorf | 3 - 2      | Magdeburgo          | Merkur Spiel-Arena             | 27 de enero | 18:30      |
| Karlsruher         | 0 - 1      | Paderborn 07        | Wildparkstadion                | 27 de enero | 18:30      |
| Darmstadt 98       | 2 - 0      | Jahn Ratisbona      | Merck-Stadion am Böllenfalltor | 28 de enero | 13:00      |
| Heidenheim         | 2 - 0      | Hansa Rostock       | Voith-Arena                    | 28 de enero | 13:00      |
| Holstein Kiel      | 2 - 1      | Greuther Fürth      | Holstein-Stadion               | 28 de enero | 13:00      |
| Hannover 96        | 1 - 3      | Kaiserslautern      | HDI-Arena                      | 28 de enero | 20:30      |
| Arminia Bielefeld  | 1 - 2      | Sandhausen          | SchücoArena                    | 29 de enero | 13:30      |
| Hamburgo           | 4 - 2      | Eintracht Brunswick | Volksparkstadion               | 29 de enero | 13:30      |
| Núremberg          | 0 - 1      | San Pauli           | Max-Morlock-Stadion            | 29 de enero | 13:30      |

| Jornada 19          | Jornada 19 | Jornada 19         | Jornada 19               | Jornada 19   | Jornada 19 |
| Local               | Resultado  | Visitante          | Estadio                  | Fecha        | Hora       |
| ------------------- | ---------- | ------------------ | ------------------------ | ------------ | ---------- |
| Paderborn 07        | 4 - 1      | Fortuna Düsseldorf | Benteler-Arena           | 3 de febrero | 18:30      |
| Sandhausen          | 0 - 4      | Darmstadt 98       | BWT-Stadion am Hardtwald | 3 de febrero | 18:30      |
| Jahn Ratisbona      | 1 - 3      | Arminia Bielefeld  | Jahnstadion Regensburg   | 4 de febrero | 13:00      |
| Eintracht Brunswick | 2 - 0      | Heidenheim         | Eintracht-Stadion        | 4 de febrero | 13:00      |
| Kaiserslautern      | 2 - 1      | Holstein Kiel      | Fritz-Walter-Stadion     | 4 de febrero | 13:00      |
| Greuther Fürth      | 1 - 0      | Núremberg          | Sportpark Ronhof T. S.   | 4 de febrero | 20:30      |
| San Pauli           | 2 - 0      | Hannover 96        | Millerntor-Stadion       | 5 de febrero | 13:30      |
| Hansa Rostock       | 0 - 2      | Hamburgo           | Ostseestadion            | 5 de febrero | 13:30      |
| Magdeburgo          | 1 - 1      | Karlsruher         | MDCC-Arena               | 5 de febrero | 13:30      |

| Jornada 20         | Jornada 20 | Jornada 20          | Jornada 20                     | Jornada 20    | Jornada 20 |
| Local              | Resultado  | Visitante           | Estadio                        | Fecha         | Hora       |
| ------------------ | ---------- | ------------------- | ------------------------------ | ------------- | ---------- |
| Arminia Bielefeld  | 0 - 1      | Hansa Rostock       | SchücoArena                    | 10 de febrero | 18:30      |
| Karlsruher         | 2 - 1      | Greuther Fürth      | Wildparkstadion                | 10 de febrero | 18:30      |
| Núremberg          | 1 - 0      | Jahn Ratisbona      | Max-Morlock-Stadion            | 11 de febrero | 13:00      |
| Holstein Kiel      | 2 - 3      | Magdeburgo          | Holstein-Stadion               | 11 de febrero | 13:00      |
| Hannover 96        | 3 - 4      | Paderborn 07        | HDI-Arena                      | 11 de febrero | 13:00      |
| Heidenheim         | 3 - 3      | Hamburgo            | Voith-Arena                    | 11 de febrero | 20:30      |
| Darmstadt 98       | 2 - 1      | Eintracht Brunswick | Merck-Stadion am Böllenfalltor | 12 de febrero | 13:30      |
| San Pauli          | 1 - 0      | Kaiserslautern      | Millerntor-Stadion             | 12 de febrero | 13:30      |
| Fortuna Düsseldorf | 2 - 0      | Sandhausen          | Merkur Spiel-Arena             | 12 de febrero | 13:30      |

| Jornada 21          | Jornada 21 | Jornada 21         | Jornada 21               | Jornada 21    | Jornada 21 |
| Local               | Resultado  | Visitante          | Estadio                  | Fecha         | Hora       |
| ------------------- | ---------- | ------------------ | ------------------------ | ------------- | ---------- |
| Paderborn 07        | 1 - 0      | Kaiserslautern     | Benteler-Arena           | 17 de febrero | 18:30      |
| Eintracht Brunswick | 2 - 3      | Holstein Kiel      | Eintracht-Stadion        | 17 de febrero | 18:30      |
| Greuther Fürth      | 2 - 1      | Fortuna Düsseldorf | Sportpark Ronhof T. S.   | 18 de febrero | 13:00      |
| Jahn Ratisbona      | 1 - 1      | Hannover 96        | Jahnstadion Regensburg   | 18 de febrero | 13:00      |
| Magdeburgo          | 1 - 2      | San Pauli          | MDCC-Arena               | 18 de febrero | 13:00      |
| Hansa Rostock       | 0 - 1      | Darmstadt 98       | Ostseestadion            | 18 de febrero | 20:30      |
| Hamburgo            | 2 - 1      | Arminia Bielefeld  | Volksparkstadion         | 19 de febrero | 13:30      |
| Heidenheim          | 5 - 0      | Núremberg          | Voith-Arena              | 19 de febrero | 13:30      |
| Sandhausen          | 0 - 3      | Karlsruher         | BWT-Stadion am Hardtwald | 19 de febrero | 13:30      |

| Jornada 22         | Jornada 22 | Jornada 22          | Jornada 22                     | Jornada 22    | Jornada 22 |
| Local              | Resultado  | Visitante           | Estadio                        | Fecha         | Hora       |
| ------------------ | ---------- | ------------------- | ------------------------------ | ------------- | ---------- |
| Fortuna Düsseldorf | 3 - 1      | Eintracht Brunswick | Merkur Spiel-Arena             | 24 de febrero | 18:30      |
| Karlsruher         | 1 - 0      | Jahn Ratisbona      | Wildparkstadion                | 24 de febrero | 18:30      |
| Núremberg          | 1 - 0      | Sandhausen          | Max-Morlock-Stadion            | 25 de febrero | 13:00      |
| Holstein Kiel      | 1 - 1      | Paderborn 07        | Holstein-Stadion               | 25 de febrero | 13:00      |
| Kaiserslautern     | 3 - 1      | Greuther Fürth      | Fritz-Walter-Stadion           | 25 de febrero | 13:00      |
| Darmstadt 98       | 1 - 1      | Hamburgo            | Merck-Stadion am Böllenfalltor | 25 de febrero | 20:30      |
| Arminia Bielefeld  | 0 - 1      | Heidenheim          | SchücoArena                    | 26 de febrero | 13:30      |
| San Pauli          | 1 - 0      | Hansa Rostock       | Millerntor-Stadion             | 26 de febrero | 13:30      |
| Hannover 96        | 1 - 2      | Magdeburgo          | HDI-Arena                      | 26 de febrero | 13:30      |

| Jornada 23          | Jornada 23 | Jornada 23         | Jornada 23               | Jornada 23 | Jornada 23 |
| Local               | Resultado  | Visitante          | Estadio                  | Fecha      | Hora       |
| ------------------- | ---------- | ------------------ | ------------------------ | ---------- | ---------- |
| Paderborn 07        | 1 - 2      | San Pauli          | Benteler-Arena           | 3 de marzo | 18:30      |
| Magdeburgo          | 2 - 0      | Kaiserslautern     | MDCC-Arena               | 3 de marzo | 18:30      |
| Hamburgo            | 3 - 0      | Núremberg          | Volksparkstadion         | 4 de marzo | 13:00      |
| Sandhausen          | 1 - 1      | Holstein Kiel      | BWT-Stadion am Hardtwald | 4 de marzo | 13:00      |
| Jahn Ratisbona      | 0 - 1      | Fortuna Düsseldorf | Jahnstadion Regensburg   | 4 de marzo | 13:00      |
| Heidenheim          | 1 - 0      | Darmstadt 98       | Voith-Arena              | 4 de marzo | 20:30      |
| Greuther Fürth      | 1 - 1      | Hannover 96        | Sportpark Ronhof T. S.   | 5 de marzo | 13:30      |
| Hansa Rostock       | 0 - 2      | Karlsruher         | Ostseestadion            | 5 de marzo | 13:30      |
| Eintracht Brunswick | 3 - 3      | Arminia Bielefeld  | Eintracht-Stadion        | 5 de marzo | 13:30      |

| Jornada 24         | Jornada 24 | Jornada 24          | Jornada 24           | Jornada 24  | Jornada 24 |
| Local              | Resultado  | Visitante           | Estadio              | Fecha       | Hora       |
| ------------------ | ---------- | ------------------- | -------------------- | ----------- | ---------- |
| Núremberg          | 2 - 0      | Eintracht Brunswick | Max-Morlock-Stadion  | 10 de marzo | 18:30      |
| Kaiserslautern     | 2 - 2      | Sandhausen          | Fritz-Walter-Stadion | 10 de marzo | 18:30      |
| Arminia Bielefeld  | 3 - 1      | Darmstadt 98        | SchücoArena          | 11 de marzo | 13:00      |
| San Pauli          | 2 - 1      | Greuther Fürth      | Millerntor-Stadion   | 11 de marzo | 13:00      |
| Magdeburgo         | 0 - 0      | Paderborn 07        | MDCC-Arena           | 11 de marzo | 13:00      |
| Fortuna Düsseldorf | 1 - 1      | Heidenheim          | Merkur Spiel-Arena   | 11 de marzo | 20:30      |
| Holstein Kiel      | 1 - 2      | Jahn Ratisbona      | Holstein-Stadion     | 12 de marzo | 13:30      |
| Hannover 96        | 1 - 1      | Hansa Rostock       | HDI-Arena            | 12 de marzo | 13:30      |
| Karlsruher         | 4 - 2      | Hamburgo            | Wildparkstadion      | 12 de marzo | 13:30      |

| Jornada 25          | Jornada 25 | Jornada 25         | Jornada 25                     | Jornada 25  | Jornada 25 |
| Local               | Resultado  | Visitante          | Estadio                        | Fecha       | Hora       |
| ------------------- | ---------- | ------------------ | ------------------------------ | ----------- | ---------- |
| Arminia Bielefeld   | 2 - 2      | Núremberg          | SchücoArena                    | 17 de marzo | 18:30      |
| Heidenheim          | 5 - 2      | Karlsruher         | Voith-Arena                    | 17 de marzo | 18:30      |
| Greuther Fürth      | 3 - 0      | Magdeburgo         | MDCC-Arena                     | 18 de marzo | 13:00      |
| Hamburgo            | 0 - 0      | Holstein Kiel      | Volksparkstadion               | 18 de marzo | 13:00      |
| Jahn Ratisbona      | 1 - 0      | Paderborn 07       | Jahnstadion Regensburg         | 18 de marzo | 13:00      |
| Darmstadt 98        | 2 - 0      | Kaiserslautern     | Merck-Stadion am Böllenfalltor | 18 de marzo | 20:30      |
| Hansa Rostock       | 2 - 5      | Fortuna Düsseldorf | Ostseestadion                  | 19 de marzo | 13:30      |
| Sandhausen          | 0 - 5      | San Pauli          | BWT-Stadion am Hardtwald       | 19 de marzo | 13:30      |
| Eintracht Brunswick | 1 - 0      | Hannover 96        | Eintracht-Stadion              | 19 de marzo | 13:30      |

| Jornada 26         | Jornada 26 | Jornada 26          | Jornada 26           | Jornada 26  | Jornada 26 |
| Local              | Resultado  | Visitante           | Estadio              | Fecha       | Hora       |
| ------------------ | ---------- | ------------------- | -------------------- | ----------- | ---------- |
| Núremberg          | 0 - 1      | Darmstadt 98        | Max-Morlock-Stadion  | 31 de marzo | 18:30      |
| Fortuna Düsseldorf | 2 - 2      | Hamburgo            | Merkur Spiel-Arena   | 31 de marzo | 18:30      |
| San Pauli          | 1 - 0      | Jahn Ratisbona      | Millerntor-Stadion   | 1 de abril  | 13:00      |
| Hannover 96        | 3 - 1      | Sandhausen          | HDI-Arena            | 1 de abril  | 13:00      |
| Karlsruher         | 1 - 1      | Eintracht Brunswick | Wildparkstadion      | 1 de abril  | 13:00      |
| Kaiserslautern     | 2 - 2      | Heidenheim          | Fritz-Walter-Stadion | 1 de abril  | 20:30      |
| Paderborn 07       | 3 - 2      | Greuther Fürth      | Benteler-Arena       | 2 de abril  | 13:30      |
| Holstein Kiel      | 2 - 3      | Arminia Bielefeld   | Holstein-Stadion     | 2 de abril  | 13:30      |
| Magdeburgo         | 3 - 0      | Hansa Rostock       | MDCC-Arena           | 2 de abril  | 13:30      |

| Jornada 27          | Jornada 27 | Jornada 27         | Jornada 27                     | Jornada 27 | Jornada 27 |
| Local               | Resultado  | Visitante          | Estadio                        | Fecha      | Hora       |
| ------------------- | ---------- | ------------------ | ------------------------------ | ---------- | ---------- |
| Hamburgo            | 6 - 1      | Hannover 96        | Volksparkstadion               | 8 de abril | 13:00      |
| Núremberg           | 1 - 1      | Karlsruher         | Max-Morlock-Stadion            | 8 de abril | 13:00      |
| Eintracht Brunswick | 1 - 0      | Kaiserslautern     | Eintracht-Stadion              | 8 de abril | 13:00      |
| Heidenheim          | 0 - 1      | San Pauli          | Voith-Arena                    | 8 de abril | 20:30      |
| Arminia Bielefeld   | 2 - 2      | Fortuna Düsseldorf | SchücoArena                    | 9 de abril | 13:30      |
| Darmstadt 98        | 2 - 1      | Paderborn 07       | Merck-Stadion am Böllenfalltor | 9 de abril | 13:30      |
| Hansa Rostock       | 2 - 3      | Holstein Kiel      | Ostseestadion                  | 9 de abril | 13:30      |
| Sandhausen          | 0 - 2      | Greuther Fürth     | BWT-Stadion am Hardtwald       | 9 de abril | 13:30      |
| Jahn Ratisbona      | 2 - 2      | Magdeburgo         | Jahnstadion Regensburg         | 9 de abril | 13:30      |

| Jornada 28         | Jornada 28 | Jornada 28          | Jornada 28             | Jornada 28  | Jornada 28 |
| Local              | Resultado  | Visitante           | Estadio                | Fecha       | Hora       |
| ------------------ | ---------- | ------------------- | ---------------------- | ----------- | ---------- |
| Greuther Fürth     | 2 - 1      | Jahn Ratisbona      | Sportpark Ronhof T. S. | 14 de abril | 18:30      |
| Hannover 96        | 0 - 3      | Heidenheim          | HDI-Arena              | 14 de abril | 18:30      |
| Paderborn 07       | 3 - 0      | Hansa Rostock       | Benteler-Arena         | 15 de abril | 13:00      |
| Holstein Kiel      | 2 - 1      | Núremberg           | Holstein-Stadion       | 15 de abril | 13:00      |
| Magdeburgo         | 1 - 2      | Sandhausen          | MDCC-Arena             | 15 de abril | 13:00      |
| Kaiserslautern     | 2 - 0      | Hamburgo            | Fritz-Walter-Stadion   | 15 de abril | 20:30      |
| San Pauli          | 1 - 2      | Eintracht Brunswick | Millerntor-Stadion     | 16 de abril | 13:30      |
| Fortuna Düsseldorf | 1 - 0      | Darmstadt 98        | Merkur Spiel-Arena     | 16 de abril | 13:30      |
| Karlsruher         | 4 - 2      | Arminia Bielefeld   | Wildparkstadion        | 16 de abril | 13:30      |

| Jornada 29          | Jornada 29 | Jornada 29         | Jornada 29                     | Jornada 29  | Jornada 29 |
| Local               | Resultado  | Visitante          | Estadio                        | Fecha       | Hora       |
| ------------------- | ---------- | ------------------ | ------------------------------ | ----------- | ---------- |
| Hamburgo            | 4 - 3      | San Pauli          | Volksparkstadion               | 21 de abril | 18:30      |
| Darmstadt 98        | 2 - 1      | Karlsruher         | Merck-Stadion am Böllenfalltor | 21 de abril | 18:30      |
| Arminia Bielefeld   | 1 - 3      | Hannover 96        | SchücoArena                    | 22 de abril | 13:00      |
| Núremberg           | 2 - 0      | Fortuna Düsseldorf | Max-Morlock-Stadion            | 22 de abril | 13:00      |
| Hansa Rostock       | 2 - 0      | Greuther Fürth     | Ostseestadion                  | 22 de abril | 13:00      |
| Eintracht Brunswick | 1 - 2      | Magdeburgo         | Eintracht-Stadion              | 22 de abril | 20:30      |
| Heidenheim          | 3 - 0      | Holstein Kiel      | Voith-Arena                    | 23 de abril | 13:30      |
| Sandhausen          | 2 - 2      | Paderborn 07       | BWT-Stadion am Hardtwald       | 23 de abril | 13:30      |
| Jahn Ratisbona      | 0 - 0      | Kaiserslautern     | Jahnstadion Regensburg         | 23 de abril | 13:30      |

| Jornada 30         | Jornada 30 | Jornada 30          | Jornada 30               | Jornada 30  | Jornada 30 |
| Local              | Resultado  | Visitante           | Estadio                  | Fecha       | Hora       |
| ------------------ | ---------- | ------------------- | ------------------------ | ----------- | ---------- |
| Greuther Fürth     | 0 - 2      | Heidenheim          | Sportpark Ronhof T. S.   | 28 de abril | 18:30      |
| Paderborn 07       | 5 - 1      | Eintracht Brunswick | Benteler-Arena           | 28 de abril | 18:30      |
| San Pauli          | 2 - 1      | Arminia Bielefeld   | Millerntor-Stadion       | 29 de abril | 13:00      |
| Magdeburgo         | 3 - 2      | Hamburgo            | MDCC-Arena               | 29 de abril | 13:00      |
| Kaiserslautern     | 0 - 1      | Hansa Rostock       | Fritz-Walter-Stadion     | 29 de abril | 13:00      |
| Hannover 96        | 3 - 0      | Núremberg           | HDI-Arena                | 29 de abril | 20:30      |
| Holstein Kiel      | 0 - 3      | Darmstadt 98        | Holstein-Stadion         | 30 de abril | 13:30      |
| Fortuna Düsseldorf | 3 - 2      | Karlsruher          | Merkur Spiel-Arena       | 30 de abril | 13:30      |
| Sandhausen         | 2 - 1      | Jahn Ratisbona      | BWT-Stadion am Hardtwald | 30 de abril | 13:30      |

| Jornada 31          | Jornada 31 | Jornada 31     | Jornada 31                     | Jornada 31 | Jornada 31 |
| Local               | Resultado  | Visitante      | Estadio                        | Fecha      | Hora       |
| ------------------- | ---------- | -------------- | ------------------------------ | ---------- | ---------- |
| Arminia Bielefeld   | 1 - 1      | Greuther Fürth | SchücoArena                    | 5 de mayo  | 18:30      |
| Hamburgo            | 2 - 2      | Paderborn 07   | Volksparkstadion               | 5 de mayo  | 18:30      |
| Fortuna Düsseldorf  | 3 - 0      | Holstein Kiel  | Merkur Spiel-Arena             | 6 de mayo  | 13:00      |
| Karlsruher          | 2 - 1      | Hannover 96    | Wildparkstadion                | 6 de mayo  | 13:00      |
| Hansa Rostock       | 2 - 0      | Jahn Ratisbona | Ostseestadion                  | 6 de mayo  | 13:00      |
| Darmstadt 98        | 0 - 3      | San Pauli      | Merck-Stadion am Böllenfalltor | 6 de mayo  | 20:30      |
| Heidenheim          | 0 - 0      | Magdeburgo     | Voith-Arena                    | 7 de mayo  | 13:30      |
| Núremberg           | 3 - 3      | Kaiserslautern | Max-Morlock-Stadion            | 7 de mayo  | 13:30      |
| Eintracht Brunswick | 2 - 1      | Sandhausen     | Eintracht-Stadion              | 7 de mayo  | 13:30      |

| Jornada 32     | Jornada 32 | Jornada 32          | Jornada 32               | Jornada 32 | Jornada 32 |
| Local          | Resultado  | Visitante           | Estadio                  | Fecha      | Hora       |
| -------------- | ---------- | ------------------- | ------------------------ | ---------- | ---------- |
| Sandhausen     | 1 - 2      | Hansa Rostock       | BWT-Stadion am Hardtwald | 12 de mayo | 18:30      |
| Magdeburgo     | 2 - 2      | Núremberg           | MDCC-Arena               | 12 de mayo | 18:30      |
| Greuther Fürth | 2 - 2      | Eintracht Brunswick | Sportpark Ronhof T. S.   | 13 de mayo | 13:00      |
| Holstein Kiel  | 2 - 1      | Karlsruher          | Holstein-Stadion         | 13 de mayo | 13:00      |
| Kaiserslautern | 1 - 2      | Arminia Bielefeld   | Fritz-Walter-Stadion     | 13 de mayo | 13:00      |
| San Pauli      | 0 - 0      | Fortuna Düsseldorf  | Millerntor-Stadion       | 13 de mayo | 20:30      |
| Paderborn 07   | 3 - 2      | Heidenheim          | Benteler-Arena           | 14 de mayo | 13:30      |
| Hannover 96    | 2 - 1      | Darmstadt 98        | HDI-Arena                | 14 de mayo | 13:30      |
| Jahn Ratisbona | 1 - 5      | Hamburgo            | Jahnstadion Regensburg   | 14 de mayo | 13:30      |

| Jornada 33          | Jornada 33 | Jornada 33     | Jornada 33                     | Jornada 33 | Jornada 33 |
| Local               | Resultado  | Visitante      | Estadio                        | Fecha      | Hora       |
| ------------------- | ---------- | -------------- | ------------------------------ | ---------- | ---------- |
| Darmstadt 98        | 1 - 0      | Magdeburgo     | Merck-Stadion am Böllenfalltor | 19 de mayo | 18:30      |
| Holstein Kiel       | 3 - 4      | San Pauli      | Holstein-Stadion               | 19 de mayo | 18:30      |
| Arminia Bielefeld   | 2 - 2      | Paderborn 07   | SchücoArena                    | 20 de mayo | 13:00      |
| Heidenheim          | 1 - 0      | Sandhausen     | Voith-Arena                    | 20 de mayo | 13:00      |
| Eintracht Brunswick | 1 - 2      | Jahn Ratisbona | Eintracht-Stadion              | 20 de mayo | 13:00      |
| Hamburgo            | 2 - 1      | Greuther Fürth | Volksparkstadion               | 20 de mayo | 20:30      |
| Núremberg           | 0 - 0      | Hansa Rostock  | Max-Morlock-Stadion            | 21 de mayo | 13:30      |
| Fortuna Düsseldorf  | 3 - 3      | Hannover 96    | Merkur Spiel-Arena             | 21 de mayo | 13:30      |
| Karlsruher          | 2 - 0      | Kaiserslautern | Wildparkstadion                | 21 de mayo | 13:30      |

| Jornada 34     | Jornada 34 | Jornada 34          | Jornada 34               | Jornada 34 | Jornada 34 |
| Local          | Resultado  | Visitante           | Estadio                  | Fecha      | Hora       |
| -------------- | ---------- | ------------------- | ------------------------ | ---------- | ---------- |
| Greuther Fürth | 4 - 0      | Darmstadt 98        | Sportpark Ronhof T. S.   | 28 de mayo | 15:30      |
| San Pauli      | 1 - 1      | Karlsruher          | Millerntor-Stadion       | 28 de mayo | 15:30      |
| Paderborn 07   | 0 - 1      | Núremberg           | Benteler-Arena           | 28 de mayo | 15:30      |
| Hannover 96    | 1 - 5      | Holstein Kiel       | HDI-Arena                | 28 de mayo | 15:30      |
| Hansa Rostock  | 2 - 1      | Eintracht Brunswick | Ostseestadion            | 28 de mayo | 15:30      |
| Sandhausen     | 0 - 1      | Hamburgo            | BWT-Stadion am Hardtwald | 28 de mayo | 15:30      |
| Jahn Ratisbona | 2 - 3      | Heidenheim (C)      | Jahnstadion Regensburg   | 28 de mayo | 15:30      |
| Magdeburgo     | 4 - 0      | Arminia Bielefeld   | MDCC-Arena               | 28 de mayo | 15:30      |
| Kaiserslautern | 0 - 3      | Fortuna Düsseldorf  | Merkur Spiel-Arena       | 28 de mayo | 15:30      |

### Campeón
|                                                     |
|                                                     |
| Heidenheim 1.er título Ascendió a la 1. Bundesliga. |
| También ascendió Darmstadt 98 como subcampeón.      |

## Play-offs de ascenso y descenso
Los horarios corresponden al huso horario de Alemania (Hora central europea): UTC+2 en horario de verano.

### Ascenso
| Ida; 1 de junio de 2023 | Stuttgart                                   | 3:0 (1:0) | Hamburgo | Mercedes-Benz Arena, Stuttgart                          |                                                         |
| 20:45                   | Mavropanos 1' · Vagnoman 51' · Guirassy 54' | Reporte   |          | Asistencia: 47 500 espectadores Árbitro(s): Tobias Welz | Asistencia: 47 500 espectadores Árbitro(s): Tobias Welz |

| Vuelta; 5 de junio de 2023 | Hamburgo  | 1:3 (1:0) (Global 1:6) | Stuttgart                     | Volksparkstadion, Hamburgo                                  |                                                             |
| 20:45                      | Kittel 6' | Reporte                | Millot 48', 64' · Silas 90+6' | Asistencia: 55 500 espectadores Árbitro(s): Bastian Dankert | Asistencia: 55 500 espectadores Árbitro(s): Bastian Dankert |

- Hamburgo perdió en el resultado global por 1-6, por tanto se mantuvo en la 2. Bundesliga.

### Descenso
| Ida; 2 de junio de 2023 | Wehen Wiesbaden                                       | 4:0 (1:0) | Arminia Bielefeld | BRITA-Arena, Wiesbaden                                     |                                                            |
| 20:45                   | Prtajin 6' · Wurtz 50' · Hollerbach 60' · Iredale 82' | Reporte   |                   | Asistencia: 11 008 espectadores Árbitro(s): Benjamin Brand | Asistencia: 11 008 espectadores Árbitro(s): Benjamin Brand |

| Vuelta; 6 de junio de 2023 | Arminia Bielefeld | 1:2 (1:2) (Global 1:6) | Wehen Wiesbaden       | SchücoArena, Bielefeld                                        |                                                               |
| 20:45                      | Klos 4'           | Reporte                | Hollerbach 35', 45+2' | Asistencia: 26 000 espectadores Árbitro(s): Christian Dingert | Asistencia: 26 000 espectadores Árbitro(s): Christian Dingert |

- Arminia Bielefeld perdió en el resultado global por 1-6, por tanto descendió a la 3. Liga.

## Estadísticas
| Jugador            | Equipo             | Goles | Partidos | Penalti | Media |
| ------------------ | ------------------ | ----- | -------- | ------- | ----- |
| Tim Kleindienst    | Heidenheim         | 25    | 32       | 0       | 0.78  |
| Robert Glatzel     | Hamburgo           | 19    | 34       | 0       | 0.56  |
| Steven Skrzybski   | Holstein Kiel      | 15    | 34       | 2       | 0.44  |
| Cedric Teuchert    | Hannover 96        | 14    | 29       | 1       | 0.48  |
| David Kownacki     | Fortuna Düsseldorf | 14    | 32       | 3       | 0.44  |
| Terrence Boyd      | Kaiserslautern     | 13    | 33       | 0       | 0.39  |
| Fabian Schleusener | Karlsruher         | 13    | 33       | 0       | 0.39  |
| Jan-Niklas Beste   | Heidenheim         | 12    | 34       | 3       | 0.35  |
| Phillip Tietz      | Paderborn 07       | 12    | 34       | 0       | 0.35  |
| Robert Leipertz    | Paderborn 07       | 11    | 30       | 0       | 0.33  |

| Jugador          | Equipo             | Asistencias | Partidos |
| ---------------- | ------------------ | ----------- | -------- |
| Jan-Niklas Beste | Heidenheim         | 12          | 34       |
| Marvin Wanitzek  | Karlsruher         | 12          | 34       |
| Jean-Luc Dompé   | Hamburgo           | 10          | 27       |
| Leart Paqarada   | San Pauli          | 10          | 32       |
| Fabian Reese     | Holstein Kiel      | 10          | 33       |
| Tobias Kempe     | Darmstadt 98       | 9           | 26       |
| Masaya Okugawa   | Arminia Bielefeld  | 9           | 30       |
| David Kownacki   | Fortuna Düsseldorf | 9           | 32       |
| Shinta Appelkamp | Fortuna Düsseldorf | 9           | 33       |
| László Bénes     | Hamburgo           | 9           | 33       |

| Jugador         | Equipo              | Amonestaciones | Partidos |
| --------------- | ------------------- | -------------- | -------- |
| Fabian Kunze    | Hannover 96         | 13             | 30       |
| Benedikt Gimber | Jahn Ratisbona      | 13             | 28       |
| Marvin Mehlem   | Darmstadt 98        | 12             | 32       |
| Jannis Nikolaou | Eintracht Brunswick | 12             | 30       |
| Marcel Franke   | Karlsruher          | 11             | 30       |
| Fabian Holland  | Darmstadt 98        | 11             | 28       |

| Jugador         | Equipo         | Expulsiones | Partidos |
| --------------- | -------------- | ----------- | -------- |
| John Verhoek    | Hansa Rostock  | 2           | 28       |
| Phil Neumann    | Hannover 96    | 2           | 29       |
| Patric Pfeiffer | Darmstadt 98   | 2           | 24       |
| Gideon Jung     | Greuther Fürth | 2           | 17       |